# Wiatr geostroficzny
Wiatr geostroficzny – w meteorologii teoretyczny wiatr, którego prędkość jest taka, przy której występuje równowaga sił Coriolisa i gradientu ciśnienia, działających na poruszające się powietrze. Warunek ten jest nazywany równowagą geostroficzną. W tych warunkach powietrze porusza się równolegle do izobar.

## Wstęp
Jednym z najważniejszych problemów meteorologii i prognozowania pogody jest wyznaczanie ruchu powietrza na podstawie znanego rozkładu ciśnienia w atmosferze. Problem w ogólności wyrażany jest równaniami Naviera-Stokesa, których rozwiązanie w ogólności z zadanymi warunkami brzegowymi jest bardzo skomplikowane, ale można wyróżnić podstawowe sytuacje, w których da się określić ruch powietrza na podstawie pola ciśnienia.
Przyjmując, że na poruszające się powietrze działa tylko siła gradientu ciśnienia, który jest jednakowy w rozważanym obszarze, oraz siła Coriolisa, która wynika z tego że ruch powietrza jest rozważany względem obracającej się Ziemi. Można określić prędkość wiatru dla której zachodzi równoważenie się tych sił, wówczas wiatr wieje ze stałą prędkością.

## Formuła
Równania Naviera-Stokesa w wersji wektorowej mają postać:
{\displaystyle {\frac {\mathrm {D} {\boldsymbol {U}}}{\mathrm {D} t}}=-2{\boldsymbol {\Omega }}\times {\boldsymbol {U}}-{\frac {1}{\rho }}\nabla cp+\mathbf {g} +\mathbf {F} _{\mathrm {r} },}
gdzie kolejne składniki równania wyrażone jako przyspieszenia, odpowiadają:
{\displaystyle {\frac {\mathrm {D} {\boldsymbol {U}}}{\mathrm {D} t}}} – pochodna materiałowa oznaczająca przyspieszenie danej cząstki próbnej płynu (powietrza, wody),
{\displaystyle -2{\boldsymbol {\Omega }}\times {\boldsymbol {U}}} – siła Coriolisa wynikająca z rozpatrywania ruchu płynu względem obracającej się Ziemi,
{\displaystyle {\frac {1}{\rho }}\nabla p} – siła gradientu ciśnienia,
{\displaystyle \mathbf {g} } – siła grawitacji,
{\displaystyle \mathbf {F} _{\mathrm {r} }} – siły tarcia.
W równaniu tym opisującym warunki w swobodnej, nie zmieniającej się w czasie atmosferze największą wartość, mają składniki związane z siłą Coliorisa i gradientem ciśnienia.
W prostokątnym układzie współrzędnych w którym (x,y,z) oznacza kolejno kierunek wschodni, północny i pionowy, a (u,v,w) to odpowiadające im prędkości. W swobodnej atmosferze, w której nie występuje tarcie dla płynu poruszającego się ruchem jednostajnym równia ruchu względem kolejnych osi w przybliżeniu przyjmują postać:
{\displaystyle {\frac {\mathrm {D} u}{\mathrm {D} t}}=0=-{\frac {1}{\rho }}{\frac {\partial P}{\partial x}}+f\cdot v,}
{\displaystyle {\frac {\mathrm {D} v}{\mathrm {D} t}}=0=-{\frac {1}{\rho }}{\frac {\partial P}{\partial y}}-f\cdot u,}
{\displaystyle {\frac {\mathrm {D} w}{\mathrm {D} t}}=0=-g-{\frac {1}{\rho }}{\frac {\partial P}{\partial z}}.}
Poziome składowe prędkości wiatru opisują równania:
{\displaystyle f\cdot v={\frac {1}{\rho }}{\frac {\partial P}{\partial x}},}
{\displaystyle f\cdot u=-{\frac {1}{\rho }}{\frac {\partial P}{\partial y}}.}
Zależności te można ująć w równanie wektorowe:
{\displaystyle \mathbf {V} _{g}={\frac {1}{\rho f}}\mathbf {\hat {k}} \times \mathbf {\nabla } p.}
Na wartość iloczynu wektorowego wpływa tylko rzut wektora gradientu na płaszczyznę poziomą, co sprawia, że powyższy wzór można zapisać w postaci:
{\displaystyle v_{g}={\frac {1}{\rho f}}|\nabla p|.}
Uwzględniając zależność gęstości powietrza od temperatury i ciśnienia, warunek równowagi geostroficznej przyjmuje postać:
{\displaystyle v_{g}={\frac {r_{p}T}{pf}}|\nabla p|.}
Zmianę ciśnienia w pionie opisaną wyżej można użyć do eliminacji gęstości z równań na prędkość wiatru geostroficznego, wówczas:
{\displaystyle f\cdot v=g{\frac {\frac {\partial P}{\partial x}}{\frac {\partial P}{\partial z}}}=g{\frac {\partial Z}{\partial x}},}
{\displaystyle f\cdot u=-g{\frac {\frac {\partial P}{\partial y}}{\frac {\partial P}{\partial z}}}=-g{\frac {\partial Z}{\partial y}}.}
Prz czym {\displaystyle Z} jest powierzchnią jednakowego ciśnienia (wysokość geopotencjału), spełniającą równanie:
{\displaystyle {\frac {\partial P}{\partial x}}\mathrm {d} x+{\frac {\partial P}{\partial y}}\mathrm {d} y+{\frac {\partial P}{\partial z}}\mathrm {d} Z=0.}
Wiatr geostroficzny {\displaystyle (u_{g},v_{g})} z użyciem geopotencjału opisany jest równaniami:
{\displaystyle u_{g}=-{\frac {g}{f}}{\frac {\partial Z}{\partial y}},}
{\displaystyle v_{g}={\frac {g}{f}}{\frac {\partial Z}{\partial x}},}
gdzie:
{\displaystyle u_{g}} – składowa wschodnia prędkości wiatru,
{\displaystyle v_{g}} – składowa północna prędkości wiatru,
{\displaystyle g} – stała grawitacji,
{\displaystyle f} – parametr Coriolisa,
{\displaystyle y} – północna współrzędna położenia,
{\displaystyle x} – wschodnia współrzędna położenia,
{\displaystyle Z} – wysokość geopotencjału (związana z ciśnieniem);
{\displaystyle \rho } – gęstość powietrza,
{\displaystyle {\hat {k}}} – wersor pionowy,
{\displaystyle \mathbf {\nabla } p} – gradient ciśnienia, a {\displaystyle |\nabla p|} – wartość poziomego gradientu ciśnienia,
{\displaystyle r_{p}} – indywidualna stała gazowa dla powietrza,
{\displaystyle T} – temperatura bezwzględna.

## Odniesienie do atmosfery
Przyjmuje się, że wiatr zbliżony do geostroficznego występuje na szerokościach geograficznych większych niż 15° w atmosferze swobodnej (1 km powyżej powierzchni ziemi). Rzeczywisty wiatr w tych warunkach ma kierunek nieznacznie odchylony od geostroficznego o mniej niż 9–11°, wyjątkowo przy bardzo silnym wietrze odchylenie może dochodzić do 20°.

## Równowaga geostroficzna
Gdy w spoczywającym powietrzu wystąpi pozioma różnica ciśnień, to powietrze będzie nabierało prędkości w kierunku różnicy ciśnień. Na poruszające się powietrze działa prostopadła do prędkości siła Coriolisa. Siła prostopadła do prędkości nie zmienia jej wartości, ale kierunek, zmiana kierunku prędkości zmienia kierunek siły Coriolisa. Po kilku minutach dochodzi już do równowagi w której wiatr wieje wzdłuż izobar z prędkością geostroficzną. Jeżeli z jakiegoś powodu, np. lokalnego nagrzania powietrza, zmianie prędkości wiatru przez góry, to następuje zmiana kierunku wiatru. Gdy jest mniejsza od prędkość wiatru geostroficznego, to wiatr zmienia kierunek wiejąc skośnie do izobar w stronę mniejszego ciśnienia, nabiera prędkości, ale zanim ją uzyska zmniejsza gradient ciśnienia, aż znów dojdzie do równowagi. Podobnie gdy wiatr będzie miał prędkość większą od geostroficznej. Takie dostosowywanie się wiatru do zmian warunków równowagi i po części wpływanie na nią nazywa się równowagą geostroficzną.

## Zmiany ciśnienia
Czasowe zmiany ciśnienia prowadzą do zmian kierunku i siły wiatru. Wpływ ten trzeba uwzględnić rozważając ruch powietrza przy zmianach ciśnienia.
Równania ruchu powietrza w warunkach geostroficznych rozszerzonych o przyspieszenie powietrza mają postać:
{\displaystyle {\frac {\partial u}{\partial t}}-fv=-{\frac {1}{\rho }}{\frac {\partial p}{\partial x}},}
{\displaystyle {\frac {\partial v}{\partial t}}-fu=-{\frac {1}{\rho }}{\frac {\partial p}{\partial y}}.}
Po uwzględnieniu rozwiązań dla wiatru geostroficznego:
{\displaystyle {\frac {\partial u}{\partial t}}=f(v-v_{g})=f\Delta v,}
{\displaystyle {\frac {\partial v}{\partial t}}=f(u-u_{g})=f\Delta u,}
gdzie:
{\displaystyle \Delta v=v-v_{g},} {\displaystyle \Delta u=u-u_{g}} – różnica składowych prędkości wiatru od prędkości geostroficznej.
Różnica prędkości między wiatrem geostroficznym a tym wiatrem jest nazywana ageostroficzną składową wiatru. Z powyższego wynika, że odchylenie kierunku wiatru od wiatru geostroficznego jest prostopadłe do przyspieszenia powietrza.

## Ocena poprawności przybliżenia
Przybliżenie geostroficzne daje poprawną prędkość wiatru na średnich szerokościach geograficznych w 10–15% sytuacji. Do oceny poprawności przybliżenia geostroficznego stosuje się bezwymiarową liczbę Rossbiego. Przepływ jest geostroficzny gdy liczba Rossbiego jest mniejsza od jeden.